# Scott La Rock
Scott "La Rock" Sterling (2 de março de 1962 - 27 de agosto de 1987) foi um DJ estadunidense do grupo de hip hop Boogie Down Productions. Seu álbum, Criminal Minded, foi escolhido como um dos 500 melhores de todos os tempos pela Rolling Stone.
Morreu após ameaças de rivais e de um tiro recebido dentro de sua Cherokee.

## Discografia
- Criminal Minded (1987)
- "By All Means Necessary" (LaRock foi assassinado durante a gravação do álbum)
- Man & His Music (Remixes from Around the World) (1997)
- Best of B-Boy Records (2001)